# Herochroma peperata
Herochroma peperata là một loài bướm đêm trong họ Geometridae.